# بينك فيديو
بينك فيديو (بالإنجليزية: Bink Video)‏ هي صيغة ملف فيديو (bik) تم تطويرها من قبل راد قيم تولز وتستخدم بشكل أساسي في ألعاب الفيديو، تم استخدامها في أكثر من 6200 لعبة لمايكروسوفت ويندوز، ماك أو إس، إكس بوكس 360، إكس بوكس، نينتندو جيم كيوب، وي، بلاي ستيشن 3، بلاي ستيشن 2، دريم كاست، نينتندو دي إس وبلاي ستيشن بورتبل. تدعم الصيغة جودة الفيديو من 320×240 إلى الفيديو العالي الوضوح.